# Angolska nogometna reprezentacija
Angolska nogometna reprezentacija je nogometna reprezentacija iz Angole pod vodstvom angolskog nogometnog saveza. Angola se prvi put u povijesti plasirala na Svjetsko prvenstvo 8. listopada 2005.
Luís Oliveira Gonçalves preuzeo je reprezentaciju 2003. i ostvario ono što oni popularno nazivaju "Čudo iz Luande". Gonçalves je nakon izvrsnih rezultata s angolskom U-20 reprezentacijom isti uspjeh ostvario i sa seniorskom reprezentacijom. Proveo ih je kroz 4. grupu kvalifikacija (vidi Kvalifikacije za Svjetsko prvenstvo u nogometu 2006. (CAF) – Skupina 4)  u kojoj su bile Nigerija,  Zimbabve (tradicionalne velesile) i nešto slabiji Gabon, Alžir i Ruanda. Tu grupu su mnogi smatrali najtežom grupom. Na Svjetskom prvenstvu nisu se osramotili, štoviše, vratili su se kući uzdignute glave. 

## Novija povijest

### "Čudo iz Luande"
Najzaslužniji za 'čudo iz Luande' je izbornik Luis Goncalves de Oliveira, koji je s mladom reprezentacijom osvojio prvo mjesto na afričkom U-20 prvenstvu 2001. godine. Neko vrijeme vodio je i olimpijsku reprezentaciju, a seniorsku vrstu je preuzeo 2003. godine. Oliveira je složio čvrstu momčad, kojoj je glavna odlika bila obrana. Većina igrača dolazila je iz portugalskih klubova te domaće lige. Glavne zvijezde bili su napadač Benfice Pedro Mantorras te Akwa, bivši igrač Benfice, koji je kruh zarađivao u Katru. Angola je u skupini igrala s Portugalom, koji je godinama vladao tom zemljom, pa su igrači Angole zbog toga bili posebno 'napaljeni' na tu utakmicu. Njihov posljednji prijateljski susret prije toga jedva je odigran do kraja, jer su čak četiri igrača Angole dobila crvene kartone zbog grubih prekršaja. Osim Portugala, od kojeg su na kraju izgubili minimalnih 1:0, tu su bili još i Meksiko, te Iran, s kojima su remizirali te završili na 23. mjestu sveukupnog poretka Svjetskog prvenstva.

### Razdoblje nakon SP-a 2006.
U Gani 2008., koja je bila organizator Afričkog kupa nacija, otišli su do četvrtfinala, a isti uspjeh ponovili su i 2010., kada su bili domaćin istoga natjecanja. Međutim, nisu uspjeli ponoviti uspjeh iz 2005., te se kvalificirati na Svjetsko prvenstvo 2010. u Južnoj Africi. 

## Poznati igrači
- Pedro Mantorras
- Rui Marques
- Marco Airosa
- Kali
- Akwa
- Sergio Lomba
- Zé Kalanga
- Flavio
- Manucho

## Uspjesi na Afričkom kupu nacija
- Nisu se kvalificirali: 1982., 1984., 1988. do 1992., 2000. do 2004.
- Nisu ušli: 1957. do 1980., 1986., 1994.
- 1. krug: 1996., 1998., 2006.
- Četvrtfinale: 2008., 2010.

## Uspjesi na svjetskom prvenstvu
- 1930. do 1982. - nisu ušli (samostalnost od 1974.!)
- 1986. do 2002. - nisu se kvalificirali
- 2006. - Prvi krug (Sastav)
- 2010. do 2014. nisu se kvalificirali

## Vanjske poveznice
- Vijesti sa svjetskog prvenstva u Angoli
- https://web.archive.org/web/20160309052236/http://angola.worldcupblog.org/
- Profil momčadi  Arhivirana inačica izvorne stranice od 27. svibnja 2006. (Wayback Machine)
- Utakmica Angola-Portugal  Arhivirana inačica izvorne stranice od 26. lipnja 2006. (Wayback Machine)
- O reprezentaciji (na hrvatskom)[neaktivna poveznica]

1-Pruge su žute i crne kao i na domećem dresu, a pozadina je bijela.